# Cratere Regiomontanus

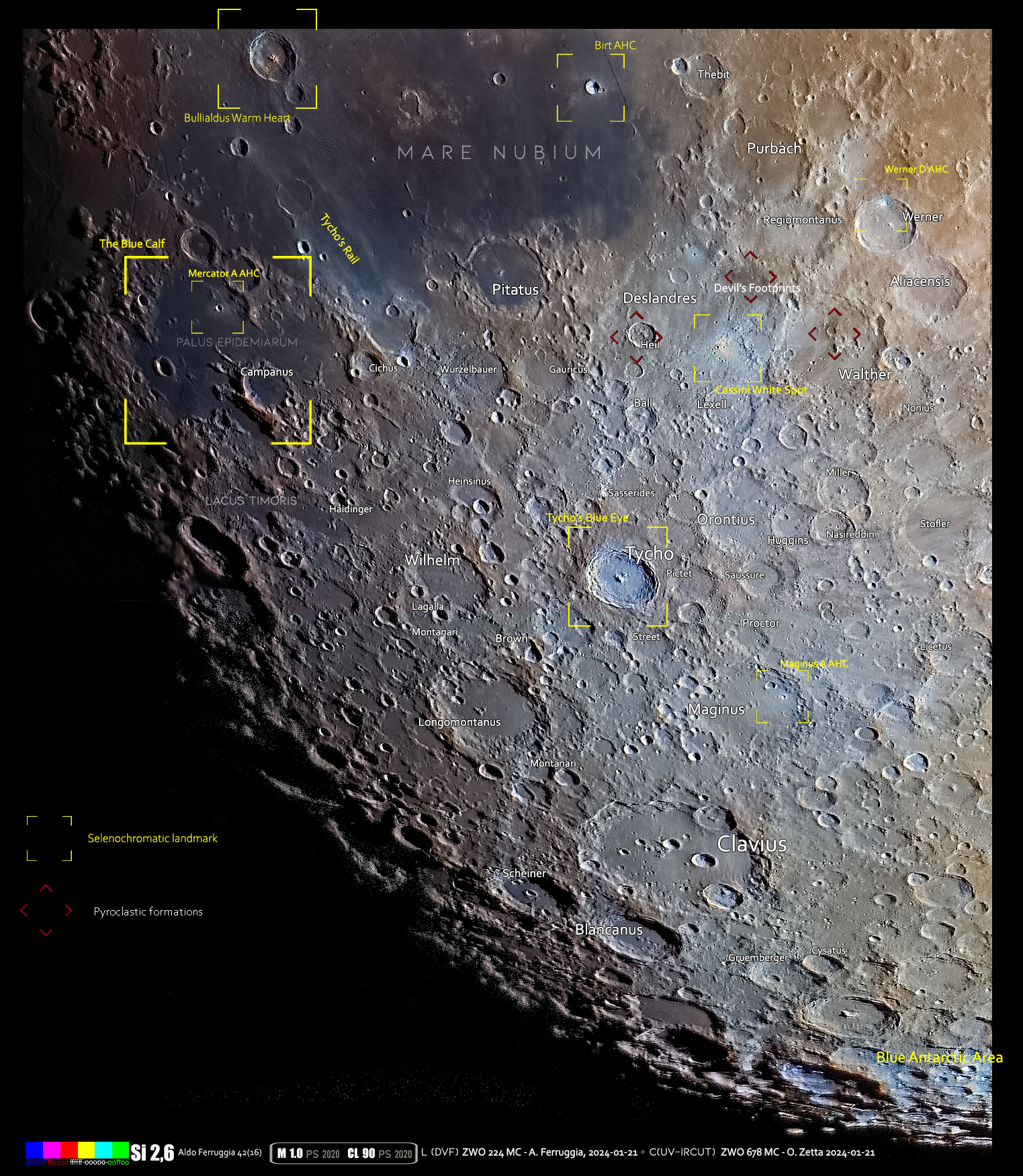
Area del cratere(in alto) in formato selenocromatico

Regiomontanus è un grande cratere lunare di 126,64 km situato nella parte sud-occidentale della faccia visibile della Luna.